# Los Barrancos de Fajardo (paroisse civile)
Los Barrancos de Fajardo est l'une des deux divisions territoriales et statistiques et l'unique paroisse civile de la municipalité de Sotillo dans l'État de Monagas au Venezuela. Sa capitale est Los Barrancos de Fajardo.

## Géographie

### Démographie
Hormis sa capitale Los Barrancos de Fajardo, la paroisse civile possède plusieurs localités :
- Baradero
- Los Barrancos de Fajardo
- Los Pozos
- San José de Coloradito (ou Cafetera)
- Uverito